# تپه هامار
تپه هامار مربوط به عصر آهن است و در شهرستان گرمی، بخش انگوت، دهستان پایین برزند، روستای برزند واقع شده و این اثر در تاریخ ۳۰ بهمن ۱۳۸۶ با شمارهٔ ثبت ۲۱۰۶۴ به‌عنوان یکی از آثار ملی ایران به ثبت رسیده است.